# 금강삼매
금강삼매(金剛三昧, 산스크리트어: vajra)는 금강유삼매(金剛喻三昧)라고도 하며 108삼매 가운데 언급되는 순서로 제10번째 삼매이다. 제9번째 삼매는 필당상삼매(畢幢相三昧)이고 제11번째 삼매는 입법인삼매(入法印三昧)이다.

## 설명
금강경에서 일체중생을 무여열반에 들게 하지만, 마음에는 모든 중생의 번뇌를 끊는다는 생각이 없다는 명상을 가르친다. 금강삼매이다.
열반경에서는 열반경을 공부하면 얻는 10가지 공덕 중에서 여섯번째 공덕으로 금강삼매를 얻는다고 가르친다.

## 경전
무엇을 금강(金剛)삼매라 하느냐 하면, 이 삼매에 머무르면 모든 삼매를 깨뜨릴 수 있나니, 이것을 금강삼매라 하느니라.<대지도론 제47권>
보살마하살이 이 금강삼매에 머무르면 잠깐 동안에 시방에 있는 항하의 모래 수 세계에 사는 중생들의 번뇌를 끊어 버리지만, 마음에는 모든 중생의 번뇌를 끊는다는 생각이 없다.<열반경>
금강삼매(金剛三昧)라 함은 모든 불세존의 금강삼매는 바로 특수한 법이다. 무너뜨릴 수 없는 까닭이며, 온갖 처소에서 장애가 없는 까닭이며, 바르고 두루 앎을 얻는 까닭이며, 일체 법의 장애를 무너뜨린 까닭이며, 균등하게 꿰뚫은 까닭이며, 모든 공덕과 이익의 힘을 얻은 까닭이며, 모든 선정 중에서 맨 위인 까닭이다. 무너뜨릴 수 있는 이가 없나니, 그 때문에 이름이 금강삼매이다.<십주비바사론>
그때 무언보살은 곧 금강삼매에 들어 국토의 모든 산림․초목과 가는 티끌을 다 변화시켜 금강으로 만들어 놓으니, 때에 금강재보살이 그 신통을 다하였지만 하나의 가는 티끌도 파괴하지 못하여 부처님께 아뢰었다.

"세존이시여, 저의 신통력은 능히 온갖 세계의 금강산을 파괴할 수 있었는데, 지금 이 국토는 무슨 까닭으로 하나의 가는 티끌도 파괴할 수 엇으니, 이것이 여래의 신통력입니까, 무언보살의 도력이나이까?"

부처님께서 말씀하셨다.

"선남자야, 이것은 무언보살이 금강삼매에 들어 삼매의 힘으로 말미암아 이 삼천대천세계의 모든 존재를 다 금강으로 변화시켜 놓은 때문이니, 만약 또 한량없는 세계를 다 금강으로 변화시키려고 해도 능히 할 것이니라."<대방등대집경>
선남자여, 수릉엄삼매(首楞嚴三昧)에 다섯 가지 이름이 있으니, 하나는 수릉엄삼매요, 둘은 반야바라밀(般若波羅蜜)이요 셋은 금강삼매(金剛三昧)요 넷은 사자후삼매(獅子吼三昧)요 다섯은 불성(佛性)이다. 그 짓는 대로 따라서 곳곳 마다 이름을 얻느니라.<열반경>
금강정(金剛定)은 금강유정(金剛喩定)이라고도 한다. 금강석(金剛石)에 비유할 만한 굳음과 예리함을 가지고 모든 번뇌, 즉 아무리 미세한 번뇌까지도 끊어 없애는 힘을 가진 선정(禪定)을 말한다. 금강삼매(金剛三昧)라고도 한다. 소승에서는 아라한이 지향하는 최후의 경지라 하고, 대승에서는 이것을 등각심(等覺心) 또는 등각금강심(等覺金剛心)이라고 한다. 등각심 또는 등각금강심이란, 구도자인 보살이 3대 아승지겁의 100겁의 수행을 거쳐 그 수행과정의 최후인 등각(等覺)의 지위에 올라 금강유정에 든 것을 뜻한다. 이 금강유정이란 그러한 보살이 성불(成佛)하기 직전에 드는 선정이며, 지혜가 견고하기는 마치 금강석과 같고 한 생각에 무시(無始)의 무명을 타파하여 부처의 경지에 도달하는 수행의 최후의 도심(道心)이다.<대승대집지장십륜경>
금강유정(金剛喩定)은 산스크리트로 vajropamā-samādhi. 또는 금강삼매(金剛三昧), 금강멸정(金剛滅定), 금강심(金剛心), 정삼매(頂三昧)라 한다. 금강은 일반적으로 견고하고 날카로운 선정의 뜻으로 사용한다. 선정은 그 바탕이 견고하고 그 작용이 예리하여 모든 번뇌를 무너뜨릴 수 있으므로 모든 물건을 부수는 금강으로 이에 비유한 것이다.<일체비밀최상명의대교왕의궤>
보살마하살이 금강삼매(金剛三昧)에 들어 삼천대천세계를 변하여 칠보가 되게 하여 곤궁한 이에게 베풀어 궁핍을 면하게 해주되, 장을 구하면 장을 주고, 밥을 구하면 밥을 주되, 곧 아끼고 탐하는 과보를 말해 준다. 사람이 탐하고 집착하면 죽어서 나쁜 갈래인 아귀․축생에 들고 빈궁하여 벗은 채로 떠돌아다니고, 옷으로 몸을 가리지 못하여 사람들의 미워하는 대상이 되며, 노비가 되어 사람들에게 부림을 당하며, 혹은 축생이 되어 무거운 짐을 진다. 어떤 때는 보살이 하늘에 태어나는 음행하지 않는 행을 말하기를, 음행은 더러워 죽어서 나쁜 갈래에 들어가되 칼로 된 산이나 칼로 된 숲이나 불붙은 수레나 이글거리는 화로나 철자(鐵觜)지옥이나 흑승(黑縄)지옥이나 비시(沸屎)지옥이나 빙산(氷山)이나 절구[碓臼]에서 고통을 받음이 헤아릴 수 없다. 혹은 연화우발(蓮花優鉢)지옥에 들어가되 바람에 시달리고 불에 구워져 뼈마디가 분리되나니 보살이 그 가운데서 무상을 말하기를, ‘몸은 오래 사는 것이 아니다. 돌을 쪼을 때 나는 불이나 눈앞을 스치는 번개나 요술로 변한 것과 같아서 하나도 있는 것이 아니니 무엇이 고통을 받는가? 정신이 썩어 문드러지면 나갈 곳을 찾아도 기약이 없다’라고 한다. 이와 같이 보살이 진요(眞要)를 말하여 죄를 받는 사람으로 하여금 모두 고통이 없어짐을 얻고 고통이 없는 경지에 이르게 하나니, 이것을 보살마하살이 부처의 대자(大慈)로써 삼매에 들어 감동시키는 것이라고 말한다.<보살종도술천강신모태설광보경>